# Red Wolf
Ne doit pas être confondu avec Loup rouge.
Red Wolf (Loup Rouge) est un super-héros fictif créé par Marvel Comics, apparu pour la première fois dans Avengers #80, en 1970.
C'est un des rares super-héros à avoir une origine américaine/indienne.

## Biographie du personnage
William Talltrees est un indien né à Wolf Point, dans le Montana. Il est le fils de Thomas Talltrees, un chef cheyenne, et a grandi en écoutant les histoires du légendaire Loup Rouge.
Un jour, William vit son père se faire menacer par le magnat immobilier Cornélius Van Lunt (l'identité du Taureau, membre du Zodiaque). La nuit suivante, les hommes de Van Lunt tuèrent sa famille. William jura de les venger. 
Il trouva les vêtements de cérémonie du Loup Rouge, et reçut la visite d'Owayodata, qui lui transmit son pouvoir spirituel. Il sauva aussi un jeune louveteau, qui devint son fidèle Lobo.
Il traqua Van Lunt jusqu'à la ville de New York, où il fut aidé par les Vengeurs.
Il fit partie pendant de nombreuses années des Rangers.
À la fin de Civil War, il fut sélectionné, comme ses camarades, pour faire partie de l'équipe officielle du Texas, selon le programme du projet fédéral Initiative.

## Pouvoirs et capacités
- Loup Rouge a été élevé dans la nature. C'est un pisteur expert. Il sait chasser et utiliser de nombreuses armes de jet. C'est aussi un bon combattant au corps à corps.
- Il est armé d'un tomahawk, d'un javelot et d'un couteau de chasse, qu'il utilise avec précision.
- Loup Rouge possède un loup comme animal de compagnie, nommé Lobo.